# Brandon Bass
Brandon Samuel Bass (Baton Rouge, Louisiana, 30 de abril de 1985) é um jogador de basquete profissional norte-americano que atualmente joga pelo Los Angeles Clippers da NBA